# Laudator Temporis
Laudator Temporis est une œuvre de l'artiste italien Ivan Moscatelli. Il s'agit d'une horloge monumentale en vitrail. Créée en 2007, elle est installée à Paris, en France.

## Description
L'œuvre est un vitrail de 7,00 m de long sur 2,50 m de haut. Elle est constituée de 56 éléments de vitrail coloré qui forment un planisphère. Les continents sont colorés de plusieurs teintes. Plusieurs horloges indiquent l'heure dans diverses villes du monde.
En latin, Laudator temporis acti est une citation de l'Art poétique d'Horace signifiant « qui fait l'éloge du temps passé ».

## Localisation
L'œuvre est installée depuis son inauguration en 2007 dans le hall de l'opéra Bastille, dans le 12e arrondissement de Paris.

## Historique
L'horloge est un don de la société horlogère suisse Vacheron Constantin dans le cadre d'un mécénat de l'opéra Bastille.

## Artiste
Ivan Moscatelli est un artiste italien.